# Mangui
Mangui (también llamada Tarrafal) es una ciudad caboverdiana del municipio de Tarrafal.

## Geografía
La ciudad está situada en la isla de Santiago, y es la capital del municipio al que pertenece.

## Organización territorial
La ciudad abarca los lugares y barrios de:
- Achada Baixo
- Alto Estrada
- Alto Mira
- Cascas
- Chã de Capela
- Colhe Bicho
- Covão Sanches
- Cutelo
- MDR
- Monte Bode
- Monte Iria
- Pedrera
- Ponta de Atum
- Ponta Gato
- Ponta Lagoa
- Sarrado Cabinda
- Tchada Tomas
- Vila (Centro)
- Vila Nova

## Demografía
Gráfica demográfica de la ciudad de Mangui:
| Gráfica de evolución demográfica de Mangui entre 1980 y 2021 |
|                                                              |